# 腫瘤 (小說)
《腫瘤》（英語：The Tumor）是美國暢銷法律驚悚小说作家約翰·基斯咸所寫的短篇故事，透過虛構人物保羅(Paul)的病例，講述聚焦超聲波的治療過程。這個故事並未透過基斯咸慣常的出版商發行，而是在聚焦超聲基金會的網站上以電子書形式供免費下載，而他亦是該基金會的董事。
基斯咸寫這篇短篇故事的目的是要提高人們對這種前景光明的新醫學療法的認識。雖然成書之時聚焦超聲波在美國尚未被核准用於治療腦腫瘤，但《腫瘤》的故事發生在這種療法經常使用的時代。這本書的封面包括副標題「A Non-Legal Thriller」（「一部非法庭驚悚小說」）。在基斯咸網站上，在介紹《腫瘤》的一封信中，他表示：「這是我寫過最重要的一本書」。

## 情節
保羅是一名35歲男子，有家室，身體狀況良好。他的腦部長了腫瘤，導致左邊身體的功能逐漸受損，最後更完全喪失功能。他被診斷出患有神經膠質瘤，嚴重程度不明。保羅接受了當時最有效的治療，包括腦部手術切除腫瘤，然後再接受化療和放射治療。手術後，他的腫瘤被診斷為惡性癌症，是完全性的膠質母細胞瘤。保羅的醫生告訴他，經此診斷後的平均壽命約為12個月。癌症治療的副作用讓保羅無法完全恢復日常生活，包括無法上班。6個月後，腫瘤再度出現，治療失效，保羅在最初診斷9個月後去世。
保羅的故事在此重述，假設他是在10年後才出生。在2025年發現他的腦腫瘤時，醫療技術已經進步到可以立即診斷出他的膠質母細胞瘤，並且可以使用聚焦超聱波治療。保羅接受的是非侵入性的門診治療。治療非常有效，他得以重返工作崗位，恢復正常活動。三年後，腫瘤復發，保羅再次接受聚焦超音波治療，結果同樣良好。四年之後，腫瘤再次生長，他又接受了聚焦超聲波治療。
至此，敘事結束，基斯咸承認最終，癌變的腦腫瘤會殺死保羅。但是，保羅的生命得以延長，醫療費用大大降低，這一切都是值得的。
接下來，基斯咸闡述了聚焦超聲波療法的細節，包括它如何運作、在各種醫療診斷中應用的研究和測試進展如何，以及它的廣泛應用還有那些障礙。本書最後還介紹了聚焦超聲基金會，並呼籲讀者給予支持。

## 評論
由於《腫瘤》並非透過傳統出版商發行，也不是典型的小說或短篇故事，因此幾乎沒有這篇故事的文學評論。不過，醫學界已經有幾篇評論。約翰霍普金斯大學的醫學博士Ed Miller表示：「[基斯咸]將令人振奮的新醫學技術從學術研究的實驗室中抽出來，寫成了一本富有啟發性的書。他描繪了一幅聲波將如何塑造未來醫學的偉大圖畫。」
CBS新聞指出，這本書更有可能被發現與醫學典籍放在一起，而不是與懸疑小說放在一起。
然而有些讀者卻感覺被故事的副標題「非法庭驚悚小說」("A Non-Legal Thriller")誤導了，其中一個更稱故事為「50頁的推銷」。基斯咸的出版商、編輯和經紀人都曾建議他不要出版這篇免費的短篇故事，因為他們擔心這會玷污他作為驚慄小說作家的形象。基斯咸自己則表示：「如果它能找到一個更大的市場，如果它能找到人來推動我們的研究，讓我們達到這個目標，這就是這本書的目的。」

## 外部連結
- 官方網站（電子書：PDF；有聲書：1 2）

Template:Grisham